# Смашнёв, Руслан Владимирович
Руслан Владимирович Смашнёв (род. 9 декабря 1986, Смоленск) — российский политик, сенатор Российской Федерации от исполнительной власти Смоленской области (с 2023), член Комитета Совета Федерации по конституционному законодательству и государственному строительству. Выбран палатой в качестве представителя от Совета Федерации в Министерстве юстиции Российской Федерации (с октября 2024 года).

## Биография
Родился 9 декабря 1986 года в Смоленске.
В 2007 году окончил негосударственный вуз — Смоленский гуманитарный университет по специальности «юрист».

### В администрации Смоленской области
С 2008 года работал в администрации Смоленской области.
В апреле 2012 года губернатор Смоленской области Сергея Антуфьева досрочно ушёл в отставку, а должность занял, через процедуру наделения полномочиями областной думой, депутат Государственной думы от ЛДПР Алексей Островский. Вскоре 25-летний Руслан Смашнёв был назначен начальником управления пресс-службы губернатора Смоленской области. В августе 2012 года, на встрече губернатора Островского со смоленскими блогерами Смашнёв был модератором.
С 2014 года — заместитель начальника департамента Смоленской области по внутренней политике — начальник управления пресс-службы.
В феврале 2017 года губернатор Алексей Островский назначил Руслана Смашнёва начальником департамента Смоленской области по внутренней политике Сменил на этой должности Константина Никонова, который был назначен заместителем губернатора Смоленской области.
В январе 2019 года депутаты Смоленского горсовета приняли решение о проведении конкурса по отбору кандидатов на должность главы Смоленска. Начальник департамента внутренней политики Руслан Смашнёв вошёл в состав комиссии как представитель областной администрации.
В сентябре 2020 года Руслан Смашнёв начал временно исполнять обязанности заместителя губернатора Смоленской области. Курировал вопросы внутренней и молодёжной политики, а также гражданско-патриотического воспитания.
В октябре 2020 года председательствовал на заседании координационного совета по делам казачества при администрации Смоленской области. Ему был представлен новый атаман Смоленского отдела Всероссийского казачьего общества «Центральное казачье войско» есаул Анатолий Миненков.
В мае 2021 году губернатор Островский внёс в Смоленскую областную думу кандидатуру Смашнёва для утверждения его на должность вице-губернатора. Депутаты назначение поддержали и 26 мая Смашнёв занял должность должность вице-губернатора.
Через 5 месяцев, с 1 октября 2022 года Смашнёв был повышен — губернатор Островский назначил его исполняющим обязанности первого заместителя губернатора Смоленской области.
17 марта 2023 года сменился губернатор Смоленской области. Алексей Островский подал заявление о досрочном прекращении полномочий по собственному желанию, а временно исполняющим обязанности губернатора президент Путин назначил Василия Анохина. Он сохранил Смашнёва в должности вице-губернатора — 25 апреля 2023 года кандидатуру Смашнёва вновь одобрили депутаты Смоленской областной думы.

### В Совете Федерации
Летом 2023 года врио губернатор Смоленской области Василий Анохин при регистрации кандидатом на досрочных выборах губернатора Смоленской области внёс кандидатуру Смашнёва в список из трёх кандидатов для назначения в Совет Федерации в случае его избрания. В сентябре Василий Анохин победил на выборах и был избран губернатором. 21 сентября 2023 года, после вступления в должность, он своим указом наделил Смашнёва полномочиями сенатора — представителя от исполнительного органа государственной власти региона. В этой должности сменил Нину Куликовских.
В Совете Федерации вошёл в Комитет по конституционному законодательству и государственному строительству (председатель Андрей Клишас).
В октябре 2023 года участвовал в реализации кинопоказов документального кино о вторжении на Украину в школах Смоленской области

## Семья
Женат, есть дочь.